# یوران استانگرتس
یوران استانگرتس (سوئدی: Göran Stangertz; ۱۹ ژوئیهٔ ۱۹۴۴ – ۲۷ اکتبر ۲۰۱۲) هنرپیشه، کارگردان فیلم، کارگردان نمایش اهل سوئد بود. وی بین سال‌های ۱۹۶۹ تا ۲۰۱۲ میلادی فعالیت می‌کرد. او دو بار در رشته بهترین نقش مرد موفق به کسب جایزه گلدباگن (جایزه فیلم معتبر در سوئد) در فلیم "آخرین ماجراجویی" و "تلاش برای زندگی شما" شده است. یوران از سال ۲۰۰۹ تا زمان مرگش با بازیگر سوئدی کایسا ارنست ازدواج و زندگی کرد.
از فیلم‌ها یا مجموعه‌های تلویزیونی که وی در آن‌ها نقش داشته است، می‌توان به آوگوست استریندبری: یک عمر و آخرین ماجرا اشاره نمود.